# Robert Adamson (poeta)
Robert Henry Adamson (ur. 17 maja 1943, zm. 16 grudnia 2022) – australijski poeta.

## Życiorys
Urodził się i dorastał w Sydney, Neutral Bay. W kręgach poetyckich pojawił się w latach 60. Przez kilka lat wydawał czasopismo „New Poetry”. Pierwszy zbiór wierszy, Canticles on the Skin, wydał w 1970, później opublikował kilkanaście innych tomików. Jego twórczość związana jest z doświadczeniami szkolnymi i więziennymi.
Był laureatem najważniejszych nagród literackich w Australii, m.in. Christopher Brennan Prize, za całokształt twórczości, i Patrick White Award.

## Twórczość
- Canticles on the Skin, 1970, poezja
- The Rumour, 1971, poezja
- Swamp Riddles, 1974, poezja
- Theatre I–XIX, 1976, poezja
- Cross the Border, 1977, poezja
- Where I Come From, 1979, poezja
- The Law at Heart's Desire, 1983, poezja
- The Clean Dark, 1989, poezja
- Wards of the State, 1992, poezja
- Waving to Hart Crane, 1994, poezja
- The Language of Oysters, 1997, poezja
- Inside Out. An Autobiography, 2004 (autobiografia)
- The Goldfinches of Baghdad, 2006, poezja
- The Kingfisher's Soul, 2009, poezja